# Johan Rydén
Johan Olof Valter Rydén, född 8 mars 1947 i Växjö församling i Kronobergs län, är en svensk militär.

## Biografi
Rydén avlade officersexamen vid Krigsskolan 1969 och utnämndes samma år till fänrik vid Kronobergs regemente, där han var plutonchef 1969–1971. Han befordrades till löjtnant 1971, studerade vid Infanteriets stridsskola 1971–1972, befordrades till kapten 1972 och var åter plutonchef 1972–1974. Han var ställföreträdande kompanichef 1974–1975, gick Allmänna kursen vid Militärhögskolan 1975–1976, var kompanichef 1976–1977, var kompanichef i bataljonen 68M i United Nations Emergency Force 1977–1978 och gick Armélinjens stabskurs vid Militärhögskolan 1978–1980. År 1980 befordrades han till major, varefter han var kompanichef 1980–1982, generalstabsaspirant vid Arméstaben och Försvarsstaben 1982–1983, detaljchef vid Försvarsstaben 1983–1984 och detaljchef vid Arméstaben 1984–1985. Han var avdelningschef vid Arméstaben 1985–1989 samt utnämndes till överstelöjtnant 1986 och överstelöjtnant med särskild tjänsteställning 1987. Han var chef för Grundutbildningsbataljonen vid Norra Smålands regemente 1989–1990 och militärsakkunnig vid Försvarsdepartementet 1990–1992 samt befordrades till överste 1991. Åren 1992–1995 var han försvarsattaché vid ambassaden i Wien med sidoackrediteringar vid ambassaderna i Budapest, Prag och Bratislava. Han var chef för Hallandsbrigaden 1995–1998 och chef för Militärhögskolan Halmstad 1999–2004.

### Utmärkelser och ledamotskap
- Svenska soldathemsförbundets medalj i guld (SSHFGM, 2021)
- Förenta Nationernas medalj i brons (Sinai II 1973-1979)(FNMUNEFII)
- Ledamot av Kungliga Krigsvetenskapsakademien (LKrVA, 1996)[2]